# ستاره سدلیشتی
ستاره سدلیشتی {{به چکی| Staré Sedliště) یک روستا، شهرداری و شهرستان جمهوری چک در جمهوری چک است که در ناحیه تاخوو واقع شده‌است. ستاره سدلیشتی ۳۷٫۳۸ کیلومتر مربع مساحت و ۱٬۱۸۳ نفر جمعیت دارد و ۵۱۲ متر بالاتر از سطح دریا واقع شده‌است.